# Sean Bobbitt
Sean Francis Bobbitt (* 29. November 1958 in Corpus Christi, Texas) ist ein britischer Kameramann.

## Leben
Der gebürtige Texaner Sean Francis Bobbitt wuchs in Dhahran, Saudi-Arabien und in Weybridge, England auf. Er studierte in Kalifornien und arbeitete Anfang der 1980er in England für CBS-tv. Seit seinem Debüt als Kameramann mit der Dokumentarminiserie Watergate drehte Bobbitt unter anderem für den britischen Regisseur Steve McQueen die beiden international hoch gelobten Independentfilme Hunger und Shame, für die Bobbit mehrere Auszeichnungen und Nominierungen renommierter Kamerapreise erhielt. 2021 wurde er für seine Arbeit an Judas and the Black Messiah für den Oscar nominiert.

## Filmografie (Auswahl)
- 1994: Watergate
- 1999: Wonderland
- 2001: Das Herz kennt kein Gesetz (Lawless Heart)
- 2002: Küss mich, wenn du willst (Embrassez qui vous voudrez)
- 2006: Cargo
- 2007: Tot oder Torte (The Baker)
- 2008: Hunger
- 2008: Sinn und Sinnlichkeit (Sense & Sensibility)
- 2011: In guten Händen (Hysteria)
- 2011: Shame
- 2012: The Place Beyond the Pines
- 2012: Byzantium
- 2013: 12 Years a Slave
- 2013: Oldboy
- 2014: Kill the Messenger
- 2015: Rock the Kasbah
- 2016: Queen of Katwe
- 2017: Stronger
- 2017: Am Strand (On Chesil Beach)
- 2018: Widows – Tödliche Witwen (Widows)
- 2020: Der Spion (The Courier)
- 2020: The Rhythm Section – Zeit der Rache (The Rhythm Section)
- 2021: Judas and the Black Messiah
- 2021: The Harder They Fall
- 2023: The Marvels

## Auszeichnungen (Auswahl)
- 2004: Preis der Royal Television Society für die Folge The Man of Law’s Tale der Serie Canterbury Tales
- 2008: British Independent Film Award für Hunger
- 2012: Europäischer Filmpreis für Shame
- 2021: Oscar-Nominierung für Judas and the Black Messiah